# Chris Evans (cestista)
Christopher Mychal Evans, detto Chris (Chesapeake, 29 gennaio 1991), è un cestista statunitense.

## Carriera
Milita inizialmente nella high school di Petersburg e successivamente si trasferisce per i seguenti due anni nel Coastal Carolina University e nel Wabash Valley Community College. Nel 2011 arriva alla Kent State University rimanendovi per due stagioni. Lascia il basket universitario statunitense per approdare in Europa nella massima lega greca militando nelle file della formazione del Aries Trikala. Nel luglio del 2014 si trasferisce in Italia per gareggiare nella Pallacanestro Trapani. Il 23 gennaio 2015 passa a Scafati.

## Palmarès

### Squadra
- Leaders Cup: 1

Monaco: 2018

### Individuale
- Basketball Champions League Second Best Team

Monaco: 2017-18